# Pablo Monroy
Pablo Alfonso Monroy Reyes (ur. 22 lipca 2002 w Pachuce) – meksykański piłkarz występujący na pozycji prawego obrońcy, reprezentant Meksyku, od 2023 roku zawodnik Pumas UNAM.